# Ilyoplax strigicarpus
Ilyoplax strigicarpus is een krabbensoort uit de familie van de Dotillidae. De wetenschappelijke naam van de soort is voor het eerst geldig gepubliceerd in 1990 door Davie.